# Synopeas hakonense
Synopeas hakonense är en stekelart som först beskrevs av William Harris Ashmead 1904.  Synopeas hakonense ingår i släktet Synopeas och familjen gallmyggesteklar. Inga underarter finns listade i Catalogue of Life.